# Éric Castonguay
Éric Castonguay, född 18 september 1987 i Granby i Québec, är en kanadensisk professionell ishockeyspelare som spelar för AIK i Hockeyallsvenskan.

## Spelarkarriär
Castonguays inledde sin juniorkarriär i Collège Antoine-Girouard, följt av tre säsonger med Lewiston Maineiacs i Quebec Major Junior Hockey League (QMJHL).
Efter att ha avslutat sin juniorkarriär säsongen 2006/2007 inledde Castonguay sin professionella karriär i ECHL-klubben Trenton Devils där han under sin första seniorsäsong blev delat poängbäst i laget med 47 poäng på 67 matcher. Under tre säsonger pendlade sedan Castonguay mellan New Jersey Devils farmarlag Trenton Devils i ECHL och Lowell Devils i AHL, utan att kunna etablera sig i den högre ligan.
Den 10 maj 2011 lämnade Castonguay Nordamerika och flyttade till Frankrike där han skrev på ett ettårskontrakt med Diables Rouges de Briançon. På 26 matcher gjorde Castonguay 45 poäng och stod i slutet av säsongen som fransk mästare med Briançon. Den 14 maj 2012 gick han från Briançon till Dragons de Rouen, med vilka han vann sin andra raka franska ligatitel.
Efter två år i Frankrike återvände Gastonguay till Nordamerika och den 21 september 2013 skrev han på för Missouri Mavericks i Central Hockey League (CHL). Under denna säsong, i en match mot Quad City Mallards den 23 mars 2014, slog Castonguay Mavericks klubbrekord genom att göra 31 mål, något som i sin tur kom att slås senare under samma säsong av Andrew Courtney som avslutade säsongen med 34 mål. I CHL:s "Best of the best"-omröstning för säsongen kom han på andra plats i omröstningen för ligans mest gentlemannamässiga spelare. Den 18 april 2014 blev Castonguay utlånad till Chicago Wolves i American Hockey League.
Den 17 maj 2014 återvände Castonguay till Europa och skrev ett ettårskontrakt med norska Frisk Asker. I GET-ligaen blev det 73 poäng på 41 matcher, näst flest efter Vålerengens Brian Ihnacak. Den 29 april 2015 anslöt Castonguay, och i maj även den andra hälften av Frisk Askers poängbästa duo, Dennis Kearney, till den Hockeyallsvenska nykomlingen Tingsryds AIF.
Med 40 poäng på 52 matcher blev Castonguay poängbäst i laget och skrev den 7 april 2016 ett ettårskontrakt med det nyuppflyttade SHL-laget Leksands IF. Klubben lyckades dock inte hålla sig kvar och den 17 juli 2017 anslöt han till AIK Ishockey genom ett ettårskontrakt.